# Condestable van Castilië
Condestable van Castilië (Spaans: Condestable de Castilla) was een Castiliaanse militaire titel. De titel werd in 1382 gecreëerd door koning Johan I ter vervanging van de titel Alférez Mayor del Reino en is afgeleid van het Latijnse comes stabuli (bewaarder van de stallen).

## Geschiedenis
De condestable was na de koning de machtigste persoon van Castilië. In afwezigheid van de koning was hij opperbevelhebber van de strijdkrachten. Na de regering van Hendrik IV van Castilië nam de militaire betekenis van de titel af en werd het steeds meer een eretitel. In 1473 gaf hij Pedro Fernández de Velasco de titel 6e Condestible van Castilië en maakte de titel erfelijk voor zijn nakomelingen. Sindsdien en tot op heden wordt de titel alleen nog gedragen leden van het huis Velasco die de titel hertog van Frías droegen.

## Lijst van Condestables van Castilië
- 1382 – ca 1391: Alfons van Aragón, buitenechtelijke zoon van Ferdinand II van Aragón
- – 1400: Pedro Enrique de Trastámara, buitenechtelijke zoon van Fadrique Alfonso van Castilië
- 1400 – 1423: Rui López de Dávalos
- 1423 – 1453: Álvaro de Luna
- 1458 – 1473: Miguel Lucas de Iranzo
- 1473 – 1492: Pedro Fernández de Velasco